# A Double Error
A Double Error è un cortometraggio muto del 1914 diretto da Theodore Marston. Fu l'esordio cinematografico per John Costello.

## Produzione
Il film fu prodotto dalla Vitagraph Company of America.

## Distribuzione
Distribuito dalla General Film Company, il film - un cortometraggio in una bobina - uscì nelle sale cinematografiche statunitensi il 23 settembre 1914.